# HD 66665
HD 66665 - gwiazda położona w gwiazdozbiorze Małego Psa, odległa od Ziemi o ponad 32 miliony lat świetlnych.
Gwiazdę cechuje bardzo skomplikowane pole magnetyczne, bez wyraźnych dipoli, zaliczana jest do klasy Tau Scorpii.